# Great Sankey
Great Sankey est une paroisse civile et un village du Cheshire, en Angleterre.